# 对象链接与嵌入
对象链接与嵌入（英語：Object Linking and Embedding，OLE）是能让应用程序创建包含不同来源的复合文档的技术。OLE不仅是桌面应用程序集成，而且还定义和实现了允许应用程序作为软件“对象”（数据集合和操作数据的函数）彼此进行“链接”的机制，这种链接机制和协议称为部件对象模型（Component Object Model），简称COM。OLE可以用来创建复合文档，复合文档包含了创建于不同源应用程序，有着不同类型的数据，因此可以把文字、声音、图像、表格、应用程序等组合在一起。
但对OLE的支持也带来了一些安全性问题，如在Outlook2002及以上版本中，黑客如果在邮件中嵌入危险OLE对象，就可以对其肆意伪装，有可能骗过用户导致安全问题。

## 历史

### OLE 1.0
OLE 1.0发布于1990。允许Windows中的程序相互之间进行合作——一个（客户）程序调用（通过OLE服务器与客户端库收发DDE消息）另一个（服务器）程序，以完成特定的功能。且客户/主程序的界面不变，就似将服务器程序嵌入到客户程序中一样。
OLE服务器与客户端库，OLESVR.DLL与OLECLI.DLL使用WM_DDE_EXECUTE彼此通信。   

### OLE 2.0
OLE 2.0 于1993年发布，是在COM之上的实现。新特性包括OLE Automation、拖放、in-place activation、COM结构化存储。

### OLE定制控件
OLE定制控件发布于1994，以替代1991年发布的Visual Basic Extension。通常以.ocx文件扩展名。1996年衍生出ActiveX控件。